# NGC 1056
NGC 1056 је спирална галаксија у сазвежђу Ован која се налази на NGC листи објеката дубоког неба.
Деклинација објекта је + 28° 34' 28" а ректасцензија 2h 42m 48,4s. Привидна величина (магнитуда) објекта NGC 1056 износи 12,5 а фотографска магнитуда 13,4. NGC 1056 је још познат и под ознакама UGC 2183, MCG 5-7-32, MK 1183, CGCG 505-36, IRAS 02398+2821, PGC 10272.